# Duas caras
Duas caras è una telenovela brasiliana scritta dal giornalista Aguinaldo Silva e diretta da Wolf Maya. Prodotta da TV Globo, è stata trasmessa dal 1º ottobre 2007 al 30 maggio 2008. 
La vicenda ha come attori protagonisti Marjorie Estiano e Dalton Vigh. È una storia di tradimento, vendetta, redenzione e amore.

## Trama
Duas caras racconta la vendetta di Maria Paula contro Marconi Ferraço.
Maria Paula è un'ereditiera orfana, e si aggrappa a uno sconosciuto. Ferraço (all'epoca soprannominato Adalberto Rangel) è un criminale che ruba la fortuna di sua moglie e fugge, senza sapere che lei aspettava un figlio da lui. Egli muta il suo nome e la faccia, ma viene scoperto dieci anni più tardi e dovrà affrontare la sete di vendetta della sua ex moglie, Maria Paula, e una paternità inattesa.

## Interpreti e personaggi
- Marjorie Estiano: Maria Paula Fonseca do Nascimento Ferreira
- Dalton Vigh: Marconi Ferraço (Adalberto Rangel / Juvenaldo Ferreira)
- Alinne Moraes: Maria Sílvia Barreto Pessoa de Moraes
- Antônio Fagundes: Juvenal Antena (Juvenal Ferreira dos Santos)
- Susana Vieira: Branca Maria Barreto Pessoa de Moraes
- José Wilker: Francisco Macieira
- Renata Sorrah: Célia Mara de Andrade Couto Melgaço
- Lázaro Ramos: Evilásio Caó dos Santos
- Débora Falabella: Júlia de Queiroz Barreto Caó dos Santos
- Marília Pêra: Gioconda de Queiroz Barreto
- Stênio Garcia: Barretão (Paulo de Queiroz Barreto)
- Flávia Alessandra: Alzira de Andrade Correia
- Betty Faria: Bárbara Carreira
- Marília Gabriela: Guigui (Margarida McKenzie Salles Prado)
- Caco Ciocler: Claudius Maciel
- Marcos Winter: Narciso Tellerman
- Letícia Spiller: Maria Eva Monteiro Duarte
- Oscar Magrini: Gabriel Duarte
- Juliana Knust: Débora Vieira Melgaço
- Otávio Augusto: Antônio José Melgaço
- Thiago Mendonça: Bernardinho (Bernardo da Conceição Júnior)
- Leona Cavalli: Dália Mendes
- Alexandre Slaviero: Heraldo Carreira
- Júlia Almeida: Fernanda Carreira da Conceição
- Armando Babaioff: Benoliel da Conceição
- Júlio Rocha: JB (João Batista da Conceição)
- Nuno Leal Maia: Bernardo da Conceição
- Mara Manzan: Amara
- Rodrigo Hilbert: Ronildo (Guilherme McKenzie Salles Prado)
- Bárbara Borges: Clarissa de Andrade Couto Melgaço
- Guilherme Gorski: Duda (Eduardo Monteiro, figlio della sorella di Maria Eva)
- Juliana Alves: Gislaine Caó dos Santos
- Sheron Menezes: Solange Couto Ferreira dos Santos Maciel
- Ângelo Antônio: Dorgival Correia
- Paulo Goulart: Heriberto Gonçalves
- Viviane Victorette: Nadir
- Ivan de Almeida: Misael Carpinteiro (Misael Caó dos Santos)
- Wolf Maya: Geraldo Peixeiro
- Eri Johnson: Zé da Feira (José Carlos Caó dos Santos)
- Flávio Bauraqui: Ezequiel Caó dos Santos
- Susana Ribeiro: Edivânia
- Mariana Ribeiro: Vilma
- Wilson de Santos: Jojô (Josélio)
- Dudu Azevedo: Barretinho (Paulo de Queiroz Barreto Filho)
- Cris Vianna: Sabrina Soares da Costa de Queiroz Barreto
- Adriana Alves: Condessa de Finzi-Contini (Morena)
- Débora Nascimento: Andréia Bijou
- Marcela Barrozo: Ramona Monteiro Duarte
- Diogo Almeida: Rudolf Stenzel
- Sérgio Vieira: Petrus Monteiro Duarte
- Natasha Stransky: Bijouzinha (sorella di Andréia Bijou)
- Guida Viana: Lenir (Elenir)
- Guilherme Duarte: Zidane
- Alexandre Liuzzi: Dagmar
- Adriano Dória: Marcha Lenta
- Antônio Firmino: Apolo
- Lugui Palhares: Carlão (Carlos Augusto Palhares)
- Marilice Cosenza: Socorro
- Laura Proença: Vesga (Salete Costa)
- Luciana Pacheco: Denise
- Cristina Galvão: Lucimar
- Josie Antello: Amélia Caó dos Santos
- Thaís de Campos: Claudine Bel-Lac
- Fafy Siqueira: Madame Amora
- Jackson Costa: Waterloo de Sousa
- Débora Olivieri: Adelaide
- Roberto Lopes: Gilmar
- Paulo Serra: Ignácio Güevara
- Sylvia Massari: Graça Lagoa
- Gottsha: Eunice / Diva
- Raquel Fiuna: Victória (Dóris)
- Luciana Barbosa: Priscila
- Adriano Garib: Silvano
- Humberto Guerra: Feliz
- Tina Kara: Lavínia
- Gilberto Miranda: Divaldo
- Teca Pereira: Nanã
- Prazeres Barbosa: Shirley
- Isabela Lobato: Heloísa
- Munir Kanaan: Mosquito
- Raphael Rodrigues: Brucely
- Gisele Werneck: Aurora
- Bia Mussi: Janete
- Beto Quirino: Mestre
- Leandro Lamas: Atchim
- Marcos Holanda: Dunga
- César Amorim: Soneca
- Sérgio Monte: Dengoso
- André Luiz Lima: Zangado
- Zé Luiz Perez: Zé da Preguiça
- Edmo Luís: Gavião Sereno
- Eduardo Lara: Frango Veloz
- Leandro Ribeiro: Osvaldo
- Hugo Resende: Matheus
- Cristiane Machado: Maria Helena
- Tathiane Manzan: Ruth
- Raphael Martinez: Elvis
- Simone Debet: Nelly
- Miguel Andrade: Rui
- Ronna Dias: Ednéia
- Álvaro Abrão: Henrique
- Branca Feres: Luli
- Bianca Feres: Lucinha
- Babú Santana: Montanha
- Felippe Sanches: Bené
- Mariana Xavier: Verinha
- Aline Pyrrho:
- Bruna Guerin:
- Jaqueline Farias:
- Flávia Santana:
- André Pellegrino:
- Carla Zanetti:
- Átila Veiga:
- Júlia Stockler:
- Derlan Rodrigues:
- Sofia Portto:
- Mauricio Cunha:
- Gabriel Sequeira: Renato Fonseca do Nascimento "Rangel" Ferreira
- Luana Dandara: Manuela de Andrade Correia
- Lucas Barros: Dorginho (Dorgival Correia Júnior)
- Tarcisio Meira: Hermógenes Rangel
- Alexandre Piccini: Rodrigo
- Laura Cardoso: Alice de Souza
- Herson Capri: João Pedro Pessoa de Moraes (Joca)
- Fúlvio Stefanini: Waldemar do Nascimento
- Bia Seidl: Gabriela Fonseca do Nascimento
- Vanessa Giácomo: Luciana Alves Negroponte
- Totia Meireles: Jandira Alves
- Eriberto Leão: Ítalo Negroponte
- Chica Xavier: Mama Bina (Setembrina Caó dos Santos)
- Ricardo Blat: Inácio Lisboa
- Paola Crosara: Rebeca Lisboa
- Werner Schünemann: Humberto Silveira
- Vera Fischer: Dolores
- Rogéria: Astolfo
- Juan Alba: Delegate Raposo Neto
- Ilva Niño: Risoleta
- Luíza Brunet:
- Martinho da Vila:
- Tony Ramos:
- Lidiane Barbosa:
- Juliana Paes:
- Francisco Cuoco:
- Jean Wyllys:
- Sérgio Viotti: Manuel de Andrade Couto
- Paulo César Peréio: Lobato (José Gregório dos Santos Lobato)
- Carlos Vereza: Helmut Erdmann
- Ida Gomes: Frida
- Betty Lago: Soraya
- Matheus Costa: Leone Alves Negroponte
- Ana Karolina Lannes: Sofia Alves Negroponte
- Carol Holanda: Barbara (giovane)
- Bernardo Mesquita: Adalberto (giovane)
- Everaldo Pontes: Gilvan Ferreira
- Victor Pecoraro: Marcello
- Rafaela Victor: Miriam Lisboa
- Javier Gomez: Dr. Hidalgo
- Carlos Machado: Siqueira
- Gláucio Gomes: Mariozinho Pedreira
- Wendell Bendelack: João Fuleiro
- Selma Egrei:
- Bruna Brignol:
- Paulo Vespúcio:
- Harley Vas: "Magrinho"
- Kelly Jabour:
- Lady Francisco: Odete
- Elizabeth Gasper: Beatriz
- Monique Lafond: Celinha
- Jackson Antunes: Ministro
- Hada Luz:
- Larissa Machado:
- Luciana Pontes:
- Cláudia Borioni:
- Alexandre da Costa:
- Taiguara Nazareth: Miguel da Silva dos Anjos
- Maurício Gonçalves: Afonso Henriques de Lima Barreto
- Pietro Mário: Fernando Pereira Salles Prado
- Lionel Fischer: Arnaldo
- Denis Derkian: Carvalho
- Delano Avelar:
- Leandro Luiz Thassi:
- Chico Tenreiro: